# Mataso
Mataso, auch Matah genannt, ist die südlichste Insel der Shepherd-Inseln im südpazifischen Inselstaat Vanuatu. Sie gehört der zentral-gelegenen vanuatuischen Provinz Shefa an.
Die kleine Insel, die von den zwei Bergen Matah Susum und Matah 'Ahlam (650 m) beherrscht wird, liegt 17 Kilometer südlich von Émaé und 29 Kilometer nördlich der Insel Éfaté.
Nach der Volkszählung von 2015 hat die Insel 61 Einwohner.